# (698) Ernestina
Pour les articles homonymes, voir Ernestina.
(698) Ernestina est un astéroïde de la ceinture principale découvert le 5 mars 1910 par l'astronome allemand Joseph Helffrich.
Sa désignation provisoire était 1910 JX.
L'astéroïde a été nommé d’après Ernst Wolf, le fils de l’astronome et découvreur d’astéroïdes Max Wolf.